# Верхня Кедра
Верхня Кедра́ (рос. Верхняя Кедра) — присілок у складі Афанасьєвського району Кіровської області, Росія. Входить до складу Пашинського сільського поселення.
Населення становить 22 особи (2010, 35 у 2002).
Національний склад станом на 2002 рік — росіяни 100 %.